# Tola (Nicaragua)
Tola est une municipalité du sud-ouest du Nicaragua située dans le département de Rivas, au bord de l'Océan Pacifique.

## Géographie

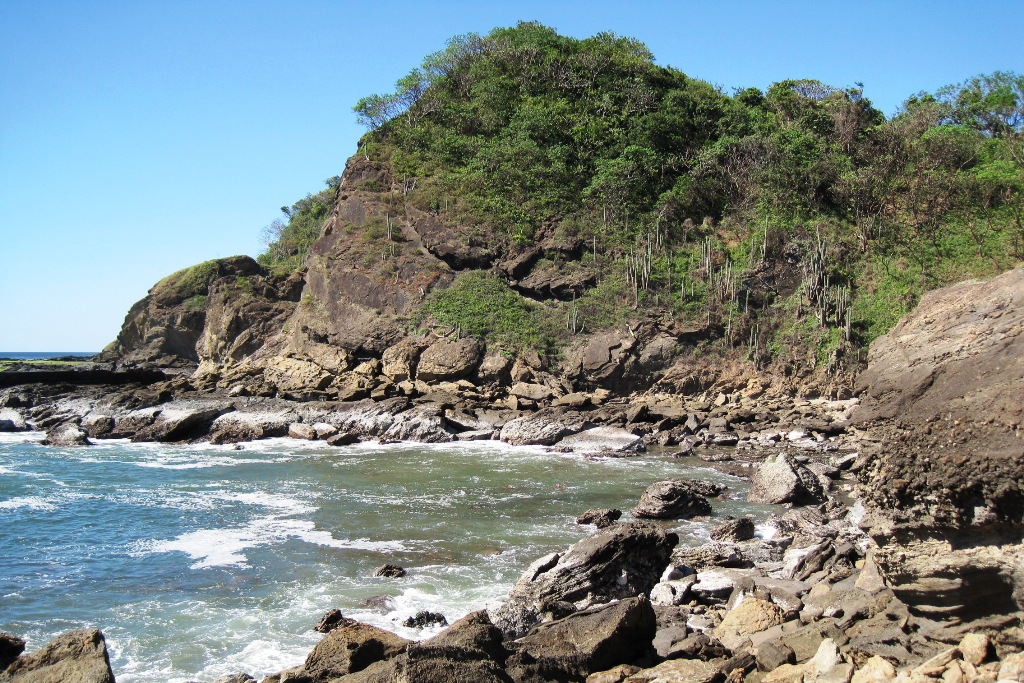
Un aspect de la côte Pacifique à l'ouest de Tola.